# Smithornis rufolateralis
Smithornis rufolateralis е вид птица от семейство Eurylaimidae.

## Разпространение
Видът е разпространен в Ангола, Бенин, Бурунди, Габон, Гана, Гвинея, Екваториална Гвинея, Камерун, Демократична република Конго, Република Конго, Кот д'Ивоар, Либерия, Нигерия, Руанда, Сиера Леоне, Судан, Того, Уганда и Централноафриканската република.